# Melanospiza richardsoni
Sementeiro-de-santa-lúcia ou papa-capim-de-santa-lúcia (Melanospiza richardsoni) é uma espécie de ave da família Thraupidae.
É endémica de Santa Lúcia.
Os seus habitats naturais são: florestas subtropicais ou tropicais húmidas de baixa altitude, matagal árido tropical ou subtropical e plantações .
Está ameaçada por perda de habitat.